# Chongwen

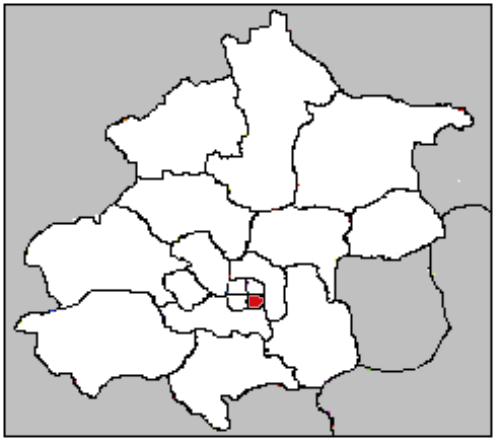
Lage von Chongwen in Peking

Chongwen (chinesisch 崇文區 / 崇文区, Pinyin Chóngwén qū) war ein Stadtbezirk der chinesischen Hauptstadt Peking. Er wurde am 1. Juli 2010 aufgelöst und seine Fläche in den Stadtbezirk Dongcheng integriert.

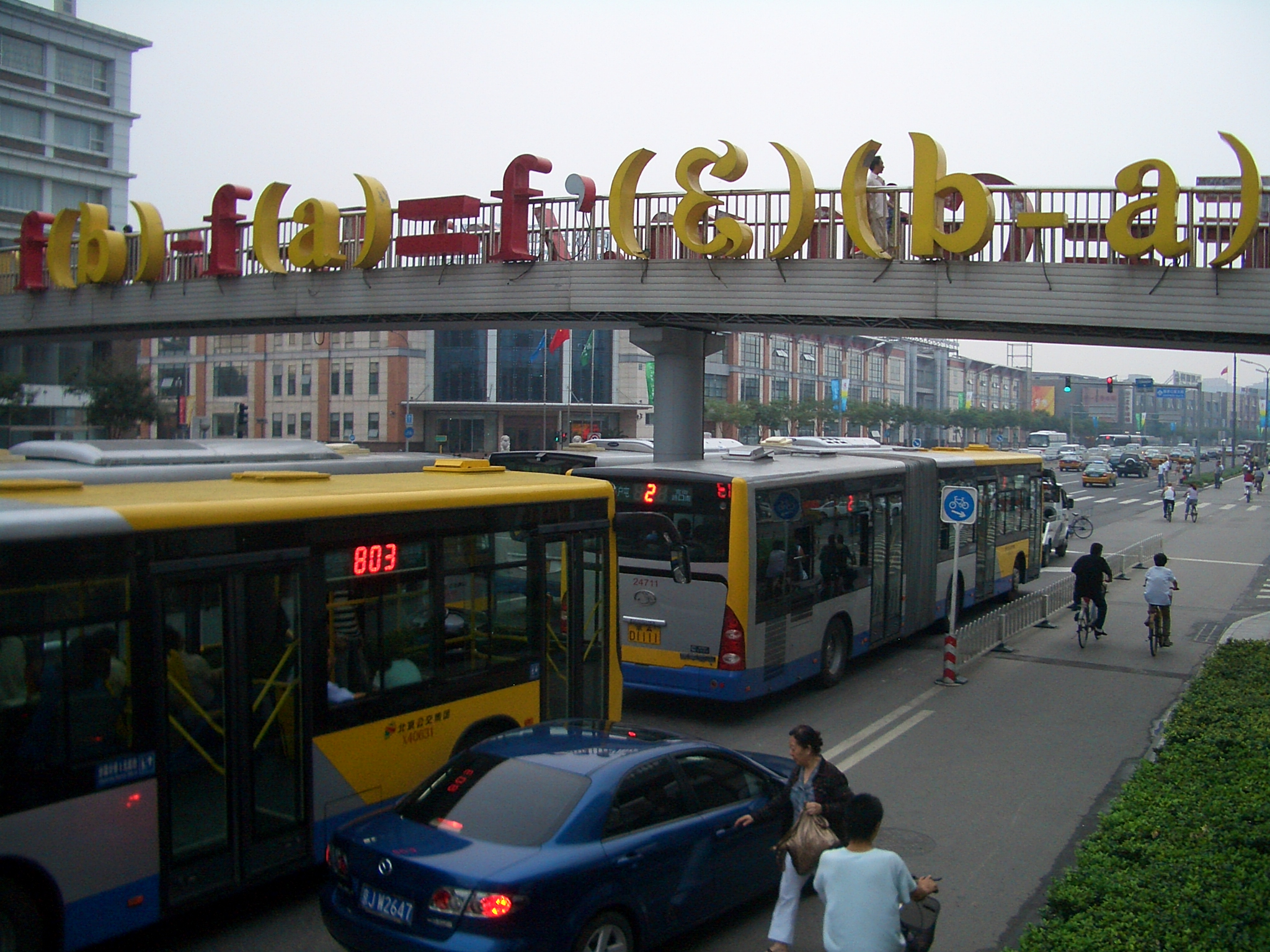
Straßenszene in Chongwen

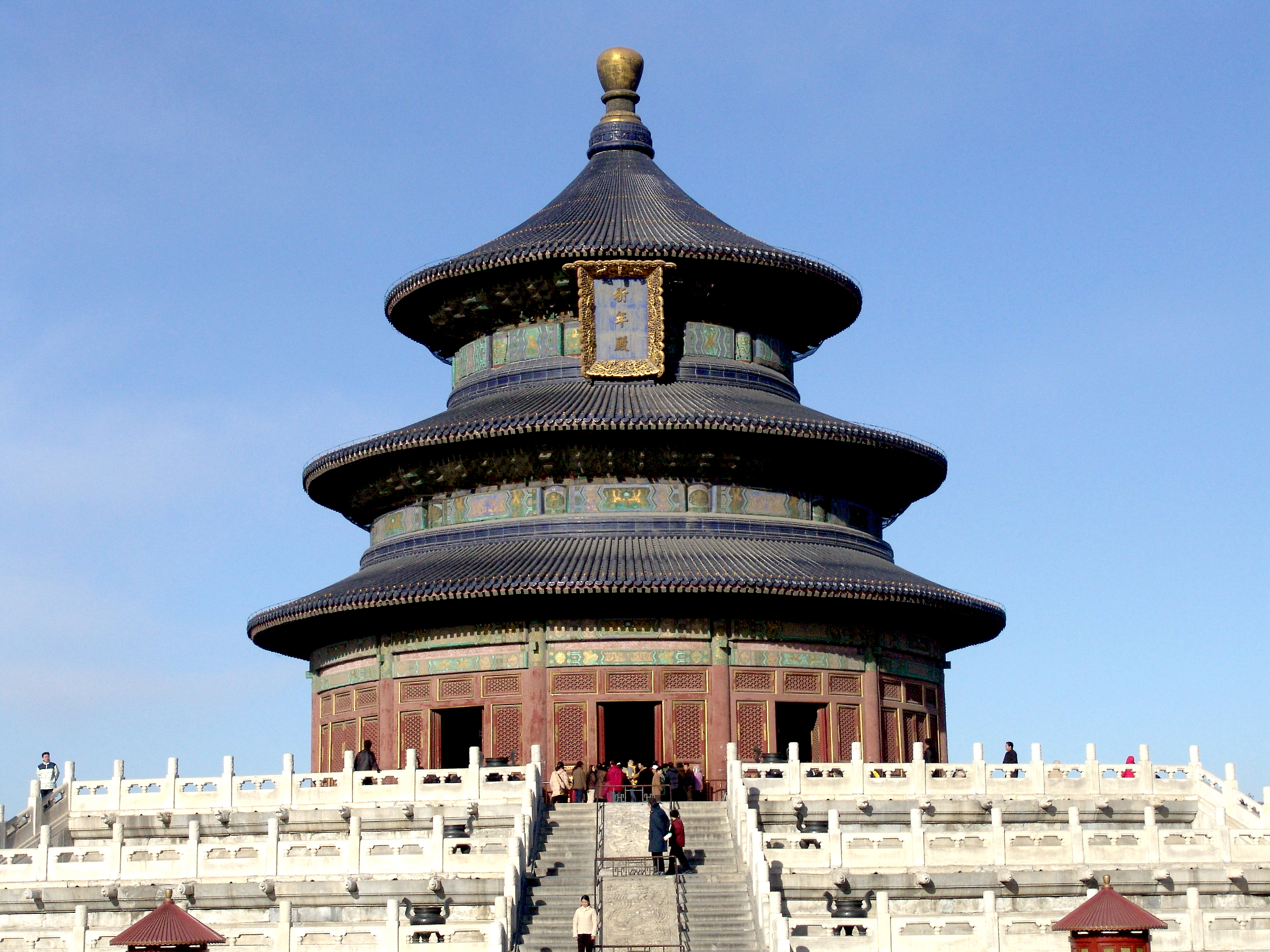
Himmelstempel

## Geografie
Der Stadtbezirk Chongwen lag südöstlich des Stadtzentrums (Tian’anmen) und erstreckte sich vom Yongdingmen bis zum Qianmen.
Chongwen hatte eine Fläche von 16,46 km² und etwa 346.000 Einwohner. Obwohl er sehr zentral lag, war das Pro-Kopf-Einkommen wesentlich niedriger als in anderen Stadtteilen. Chongwen war der kleinste der inneren vier Stadtbezirke, die die Altstadt einschließen.

## Sehenswürdigkeiten
Im ehemaligen Stadtbezirk Chongwen befinden sich der Himmelstempel und der Longtan-Park.